# HMS Indomitable (1940)
HMS Indomitable – brytyjski lotniskowiec z okresu II wojny światowej, zmodyfikowanego typu Illustrious (określanego też jako podtyp Indomitable). Służył w Royal Navy w latach 1941–1954. Miał przydzielony numer taktyczny 92.
Za przebieg służby otrzymał 5 wyróżnień bojowych (battle honours): konwoje maltańskie 1942, Diego Suarez 1942, Sycylia 1943, Palembang 1945, Okinawa 1945.

## Budowa
„Indomitable” był czwartym z „pancernych” lotniskowców typu Illustrious, zarazem jedynym okrętem z tzw. drugiej serii tego typu (podtypu Indomitable). Okręt zamówiono 6 lipca 1937, w ramach programu budżetowego na 1937 rok. Stępkę pod jego budowę położono 10 listopada 1937 w stoczni Vickers-Armstrongs w Barrow-in-Furness (numer budowy 735). Budowa opóźniła się w stosunku do wcześniejszych lotniskowców, głównie z powodu konieczności dostarczenia płyt pancernych z Czechosłowacji.
W toku budowy wprowadzono w konstrukcji HMS „Indomitable” zasadnicze zmiany w stosunku do poprzednich okrętów, polegające na przeplanowaniu pomieszczeń wewnętrznych i dodaniu w wygospodarowanej przestrzeni drugiego hangaru, w celu zwiększenia liczby zabieranych samolotów z ok. 36 do 45.
Kadłub lotniskowca wodowano 26 marca 1940. Był to kolejny okręt brytyjski o tej nazwie. Wyposażanie trwało długo z powodu trudności wojennych, po czym okręt wszedł do służby w Royal Navy 10 października 1941.

## Konstrukcja
Konstrukcja okrętu odpowiadała zasadniczo lotniskowcom typu Illustrious – poniżej omówiono głównie różnice.
Od pierwszych trzech okrętów typu Illustrious „Indomitable” odróżniał się przede wszystkim wyposażeniem w dwa hangary dla samolotów. Nad pierwotnym hangarem umieszczono górny hangar, o takiej samej powierzchni (139,6 х 18,9 m), lecz nieco niższy (4,3 m w stosunku do 4,9 m), natomiast pierwotny hangar – obecnie dolny – skrócono z przodu o ponad połowę (wymiary 51,2 х 18,9 х 4,9 m). Poszerzono też przedni podnośnik samolotów (z 13,7 × 6,7 m do 13,7 × 10 m), natomiast rufowy pozostał bez zmian. Dziobowy podnośnik obsługiwał tylko górny hangar, rufowy – oba hangary; miały one udźwig 6 t. O połowę zwiększono zapas benzyny lotniczej (do 342 770 l), wzrosła też ilość przenoszonego uzbrojenia lotniczego, natomiast nieco zmniejszono zapas paliwa dla okrętu (z 4840 do 4500 t). Wymiary i wyporność okrętu wzrosły nieznacznie, osłabiono za to boczne opancerzenie hangaru, ze 114 do 38 mm, co skompensowało większość wzrostu masy. Siłownia pozostała taka sama. Zgodnie z brytyjską praktyką, lotniskowiec zabierał po wejściu do służby 45 samolotów, z czego wszystkie miały miejsce w hangarze. W toku wojny zaadaptowano amerykańską praktykę parkowania samolotów na pokładzie, przez co liczba zabieranych maszyn wzrosła o 20, a po wprowadzeniu nowszych samolotów – aż do 73.
Początkowo po wejściu do służby okręt miał jedynie trzy stanowiska sprzężonych po 8 działek przeciwlotniczych 40 mm Vickers (pom-pom), dopiero w kwietniu 1942 otrzymał przewidziane 6 stanowisk. W kwietniu 1944 dodano 12 działek Bofors 40 mm, w dwóch poczwórnych i dwóch podwójnych amerykańskich stanowiskach. Pod koniec wojny dodano 13 pojedynczych działek 40 mm Boforsa i 36 działek 20 mm Oerlikon i lekkie uzbrojenie przeciwlotnicze sięgnęło 73 działek 40 mm (6xVIII Vickers, 2xIV, 2xII, 13xI Bofors).
Dalszym rozwinięciem konstrukcji „Indomitable” były dwa lotniskowce typu Implacable, określane też jako trzecia seria Illustrious.

## Służba

### Ocean Indyjski 1942
Po wejściu do służby okręt przeznaczono do wzmocnienia zespołu Z na Dalekim Wschodzie. W październiku 1941 odbył podróż do Indii Zachodnich (Karaiby) w celu dogrania mechanizmów i załogi. 3 listopada jednak wszedł tam na mieliznę i musiał udać się do Norfolku w USA na remont, przez co nie mógł dołączyć do zespołu przed atakiem japońskim (brak osłony lotniczej był główną przyczyną zatopienia obu okrętów liniowych zespołu Z – HMS „Prince of Wales” i „Repulse” w bitwie pod Kuantanem). Ostatecznie w grudniu został wysłany w skład nowo utworzonej brytyjskiej Floty Wschodniej, przez Kapsztad i Aden.
W styczniu 1942 „Indomitable” posłużył jako transportowiec lotniczy: załadował w Port Sudan dwa dywizjony 232. i 258. brytyjskiego lotnictwa (RAF) z pilotami i myśliwcami Hawker Hurricane, pozostawiając w Adenie swoje dywizjony 800. i 827. FAA (pozostało 9 myśliwców Sea Hurricane z 880. Dywizjonu i 12 samolotów Fairey Albacore z 831. Dywizjonu). Następnie, 28 stycznia dostarczył lotem 48 myśliwców RAF do Batawii (operacja Opponent). W lutym „Indomitable” eskortowany przez HMAS „Nestor” i „Napier” ponownie zawinął do Adenu i Port Sudan, po czym 6 i 7 marca dostarczył 60 Hurricane'ów 30. i 261. Dywizjonu RAF na Cejlon. Załadował następnie ponownie swoje samoloty, po czym bazował z głównymi siłami Floty Wschodniej w Trincomalee na Cejlonie.
„Indomitable” przydzielony został do Zespołu A („szybkiego”) Floty Wschodniej podczas japońskiego wypadu na Ocean Indyjski w kwietniu, lecz nie doszło do starć z przeciwnikiem. Operował w tym okresie z głównymi siłami floty z atolu Addu.
Od 5 maja 1942 wraz z lotniskowcem HMS „Illustrious” wspierał inwazję na francuski Madagaskar. 8 maja był atakowany nieskutecznie przez francuski okręt podwodny „Monge” (zatopiony następnie przez niszczyciele HMS „Panther” i HMS „Active”). Po krótkim remoncie w czerwcu, został następnie w lipcu skierowany do zespołu H w Gibraltarze.

### 1942 – Morze Śródziemne
W sierpniu 1942 „Indomitable" został skierowany na Morze Śródziemne, w celu osłony dużej operacji dowozu zaopatrzenia dla Malty Pedestal. Przed operacją, 8 sierpnia brał udział w dużych wspólnych manewrach na Atlantyku 5 brytyjskich lotniskowców (ćwiczenia Berserk). Następnie wraz z lotniskowcami „Victorious” i „Eagle” oraz innymi okrętami brał udział w intensywnych walkach z lotnictwem niemieckim i włoskim na Morzu Śródziemnym 11 i 12 sierpnia, w składzie zespołu Z. 12 sierpnia około 19 został trafiony przez niemieckie bombowce nurkujące Junkers Ju 87 z I./StG.3 dwoma bombami, które poważnie uszkodziły mu i wyłączyły z użycia pokład lotniczy – pierwsza przed podnośnikiem dziobowym, druga koło podnośnika rufowego. Ponadto trzy bliskie trafienia uszkodziły kadłub.
Lotniskowiec został wycofany do Gibraltaru, dokąd udał się o własnych siłach, a we wrześniu został skierowany do USA na remont, z powodu przeciążenia stoczni brytyjskich. W lutym 1943 okręt powrócił do Wielkiej Brytanii. Zmodyfikowano mu także wówczas wyposażenie radioelektroniczne. Po dogrywaniu mechanizmów i załogi, okręt powrócił w czerwcu w skład zespołu H na Morze Śródziemne. Wziął udział w osłonie lądowania na Sycylii (operacja Husky), działając od 10 lipca na Morzu Jońskim. 16 lipca jednakże został zaskoczony i storpedowany w lewą burtę przez pojedynczy samolot torpedowy Junkers Ju 88, 90 mil morskich na północny wschód od Malty. Uszkodzeniu uległa m.in. jedna kotłownia.  Po tym, ponownie został skierowany na remont do USA.
31 sierpnia przybył do stoczni Norfolk Navy Yard w Portsmouth na remont trwający do kwietnia 1944. Otrzymał wówczas także amerykańskie radary SM1 i SG i amerykańskie działka przeciwlotnicze 40 mm Boforsa.

### 1944–1945 – Ocean Indyjski – Brytyjska Flota Wschodnia
W maju 1944 „Indomitable” powrócił do Wielkiej Brytanii, po czym został bezpośrednio skierowany w skład Floty Wschodniej, przechodząc na początku lipca do Trincomalee na Cejlonie (wraz z lotniskowcem „Victorious”). Atakował następnie cele naziemne wraz z innymi lotniskowcami brytyjskimi, głównie na zajętych przez Japonię wyspach Archipelagu Sundajskiego, w tym: 24 sierpnia 1944 na Padang (operacja Banquet, wraz z „Illustrious”), 18 września 1944 na zakłady kolejowe w Sigli na Sumatrze (operacja Light, wraz z „Victorious”), 17 i 19 października 1944 na Nikobary (operacja Millet, wraz z „Victorious”)), 20 listopada na Belawan Deli na Sumatrze (operacja Outflank, wraz z „Illustrious”, pierwotnie atak planowano na rafinerię w Pangkalan Brandan), 20 grudnia ponownie na Belawan Deli (operacja Robson, z „Illustrious”), 4 stycznia 1945 na rafinerie w Pangkalan Brandan (operacja Lentil), 24 stycznia 1945 na Pladjoe na Sumatrze (operacja Meridian I) i 29 stycznia 1945 na rafinerię ropy naftowej Soengi Gerong (operacja Meridian II, ze stratami kilkunastu samolotów). Okręt wszedł w tym czasie w skład nowo utworzonej Brytyjskiej Floty Pacyfiku, działającej jako zespół Task Force 57 w składzie amerykańskiej 5. Floty.

### 1945 – Ocean Spokojny – Brytyjska Flota Pacyfiku
W lutym 1945 „Indomitable” przeszedł do Australii, w celu  szkolenia i przygotowań. Z innymi lotniskowcami brytyjskimi atakował od marca cele japońskie na wyspach Sakishima Gunto (operacja Iceberg). Kilkakrotnie był atakowany przez samoloty kamikaze, lecz bez większych szkód (1 kwietnia, 4 maja, 9 maja).
31 sierpnia 1945 „Indomitable” brał udział w ostatnim ataku na japońskie okręty w rejonie Hongkongu (wraz z HMS "Venerable").